# Enrichetta Alfieri
Enrichetta Alfieri, S.D.C., rodným jménem Maria Angela Domenica Alfieri (23. února 1891, Borgo Vercelli – 23. listopadu 1951, Milán) byla italská římskokatolická řeholnice, členka kongregace Milosrdných sester svaté Joany Antide Thouret. Katolická církev ji uctívá jako blahoslavenou.

## Život
Narodila se dne 23. února 1891 v Borgo Vercelli rodičům Giovannimu Alfierimu a Rose Compagnone. Kromě různých domácích a zemědělských prací se v mládí zaměřila na vyšívání. Během dospívání se rozhodla pro řeholní život. Dne 20. prosince 1911 vstoupila ve Vercelli do postulátu řeholní kongregace Milosrdných sester svaté Joany Antide Thouret.
Dne 12. července 1917 dokončila své studium, kdy obdržela diplom. 10. září téhož roku složila dočasné řeholní sliby. Následně se stala učitelkou v mateřské škole ve Vercelli, avšak ještě roku 1917 byla nucena toto povolání kvůli Pottově nemoci opustit.
Roku 1920 jí byla v Miláně diagnostikována spondylitida. Ve Vercelli se její zdravotní stav zhoršil, kdy trpěla silnými bolestmi. Na jaře roku 1922 na základě doporučení absolvovala pouť do Lurd s nadějí, že bude uzdravena. Tehdy se však její zdravotní stav nezlepšil, ale duchovně byla posílena. V lednu roku 1923 byla její nemoc lékaři prohlášena za nevyléčitelnou a 5. února téhož roku přijala svátost nemocných. Dne 25. února 1923 se znovu napila (usrkla) vody z lurdského pramene, načež vstala z postele a byla uzdravena, což bylo pokládáno za zázrak.
Její zdravotní stav se natolik zlepšil, že byla po několika dnech poslána působit do věznice San Vittore v Miláně. Mezi vězni byla velmi oblíbená a roku 1939 se stala představenou sester, které zde působily.
Po vypuknutí druhé světové války obsadilo budovu věznice, ve které působila velitelství SS, které zde drželo Židy a další pronásledované, kteří měli být odesíláni do koncentračních táborů. Pomáhala také s předáváním tajných zpráv. Dne 23. září 1944 byla nacisty uvězněna poté, co byla obviněna ze špionáže a odsouzena k deportaci či k smrti. Zásahem církevních hodnostářů, především milánského arcibiskupa a kardinála bl. Alfredoa Ildefonsa Schustera, který se s prosbou o shovívavost obrátil na Benita Mussoliniho zabita, ani deportována do Třetí říše nebyla a místo toho byla převedena do provinčního domu v Brescii. V květnu roku 1945 se opět vrátila do věznice San Vittore v Miláně, kde nadále působila po zbytek svého života.
Roku 1950 upadla na Piazza del Duomo v Miláně a zlomila si stehenní kost. Trpěla již také dalšími onemocněními. Zemřela dne 23. listopadu 1951 v 15:00 v Miláně. Roku 1995 byly její ostatky exhumovány a přeneseny ze hřbitova v Borgo Vercelli do řeholního domu kongregace Milosrdných sester svaté Joany Antide Thouret v Miláně.

## Úcta
Její beatifikační proces započal dne 22. listopadu 1994, čímž obdržela titul služebnice Boží. Dne 19. prosince 2009 ji papež Benedikt XVI. podepsáním dekretu o jejích hrdinských ctnostech prohlásil za ctihodnou. Dne 2. dubna 2011 byl uznán zázrak na její přímluvu, potřebný pro její blahořečení.
Blahořečena pak byla dne 26. června 2011 na Piazza del Duomo v Miláně. Obřadu předsedal jménem papeže Benedikta XVI. kardinál Angelo Amato.
Její památka je připomínána 23. listopadu. Bývá zobrazována v řeholním oděvu.